# Memè Perlini
Memè Perlini (Sant’Angelo in Lizzola, 1947. december 8. – Róma, 2017. április 5.) olasz színész, filmrendező.

## Filmjei

### Mozifilmek
- Egy marék dinamit (Giù la testa) (1971)
- A nagy leszámolás (Il grande duello) (1972)
- A család (La famiglia) (1987)
- Mennyire kívánsz? (Come mi vuoi ) (1997)

### Tv-filmek
- Mussolini – Út a hatalomig (Il giovane Mussolini) (1993)
- Amerikai szerelem (Un amore americano) (1994)